# Shuichi Sekiguchi
 Shuichi Sekiguchi  (nacido el 15 de julio de 1991) es un tenista profesional de Japón, nacido en la ciudad de Kanagawa.

## Carrera
Su mejor ranking individual es el N.º 262 alcanzado el 14 de abril de 2014, mientras que en dobles logró la posición 542 el 19 de septiembre de 2013.
No ha logrado hasta el momento títulos de la categoría ATP ni de la ATP Challenger Tour, aunque sí ha obtenido varios títulos Futures tanto en individuales como en dobles.